# S!sters
Pour les articles homonymes, voir Sisters.
Sisters (souvent stylisé en S!sters) est un duo musical allemand, composé de Laurita Spinelli (alias Laura Kästel) et Carlotta Truman.
Le duo s'est formé à l'occasion de Unser Lied für Israel, sélection nationale allemande pour le Concours Eurovision de la chanson 2019, qu'elles finissent par remporter. Elles représentent par conséquent leur pays au Concours Eurovision de la chanson 2019, qui se déroule à Tel-Aviv en Israël, avec la chanson Sister.

## Carrière
Le duo s'est formé en janvier 2019, alors que le diffuseur NDR recherchait deux interprètes féminines pour la chanson Sister, qui avait été composée en vue de la sélection nationale suisse pour l'édition précédente du Concours. Laurita Spinelli et Carlotta Truman ont finalement été retenues. Elles participent alors à la sélection qui se tient le 22 février 2019, et la remportent. Elles reçoivent douze points, le score maximal, de la part du jury de professionnels et du télévote.
L'Allemagne faisant partie du Big Five (avec l'Espagne, la France, l'Italie et le Royaume-Uni), elles sont d'office qualifiées pour la finale, qui a eu lieu le samedi 18 mai 2019 à Tel-Aviv en Israël. Elles finissent 24e sur 26, devant la Biélorussie et le Royaume-Uni.
Le 10 février 2020, elles annoncent officiellement leur séparation après un an de carrière.

## Membres

### Laurita Spinelli
Laurita Spinelli, de son vrai nom Laura Kästel, née le 29 septembre 1992 à Königsau en Allemagne, est une chanteuse allemande.
Sa mère, la chanteuse Teresa Kästel, a des origines philippines. Elle est la sœur cadette de la chanteuse Jenniffer Kae.
Elle remporte en 2002 le concours Kiddy Contest, avec la chanson Ich will in die Disco gehn, une version allemande de la chanson Crying at the Discotheque du groupe suédois Alcazar. Elle participe en 2004 à la deuxième saison du concours de télé-crochet Star Search, et atteint la demi-finale. Elle a également été choriste, entre autres pour Lena Meyer-Landrut et Sarah Connor.

### Carlotta Truman
Carlotta Truman, née le 19 octobre 1999 à Hanovre en Allemagne, est une chanteuse allemande.
Elle a grandi dans une famille germano-anglaise et monte sur scène pour la première fois à l'âge d'un an et demi.
Elle a été révélée en 2009, alors qu'elle avait neuf ans, en participant à l'émission de télé-crochet Das Supertalent, version allemande d'Incroyable Talent. Elle terminera finaliste de l'émission. Elle a par la suite entamé une tournée en Allemagne, puis a fait une apparition dans l'émission Unser Show für Deutschland. Depuis juillet 2011, elle est également soliste dans l'Orchestre de la Police fédérale d'Allemagne et a même donné une représentation pour le Président fédéral, alors Christian Wulff, dans sa résidence, la Villa Hammerschmidt de Bonn.
En décembre 2011, elle reçoit le prix Rock & Pop d'Allemagne dans la catégorie de la meilleure chanteuse allemande. Elle avait alors douze ans, ce qui fait d'elle la plus jeune récipiendaire de ce prix.
Elle a ensuite participé à la version allemande de The Voice Kids, en 2014, où elle finit deuxième lors de la finale.

#### Discographie
- 2010 : All in the Game (feat. LayZee)